# Australasian Championships 1910
Die 6. Australasian Championships waren ein Tennis-Rasenplatzturnier der Klasse Grand Slam. Es fand vom 15. bis 19. März 1910 in Adelaide, Australien statt.
Titelverteidiger waren im Einzel Anthony Wilding und im Doppel J. P. Keane und Ernie Parker.